# Didier Maghe

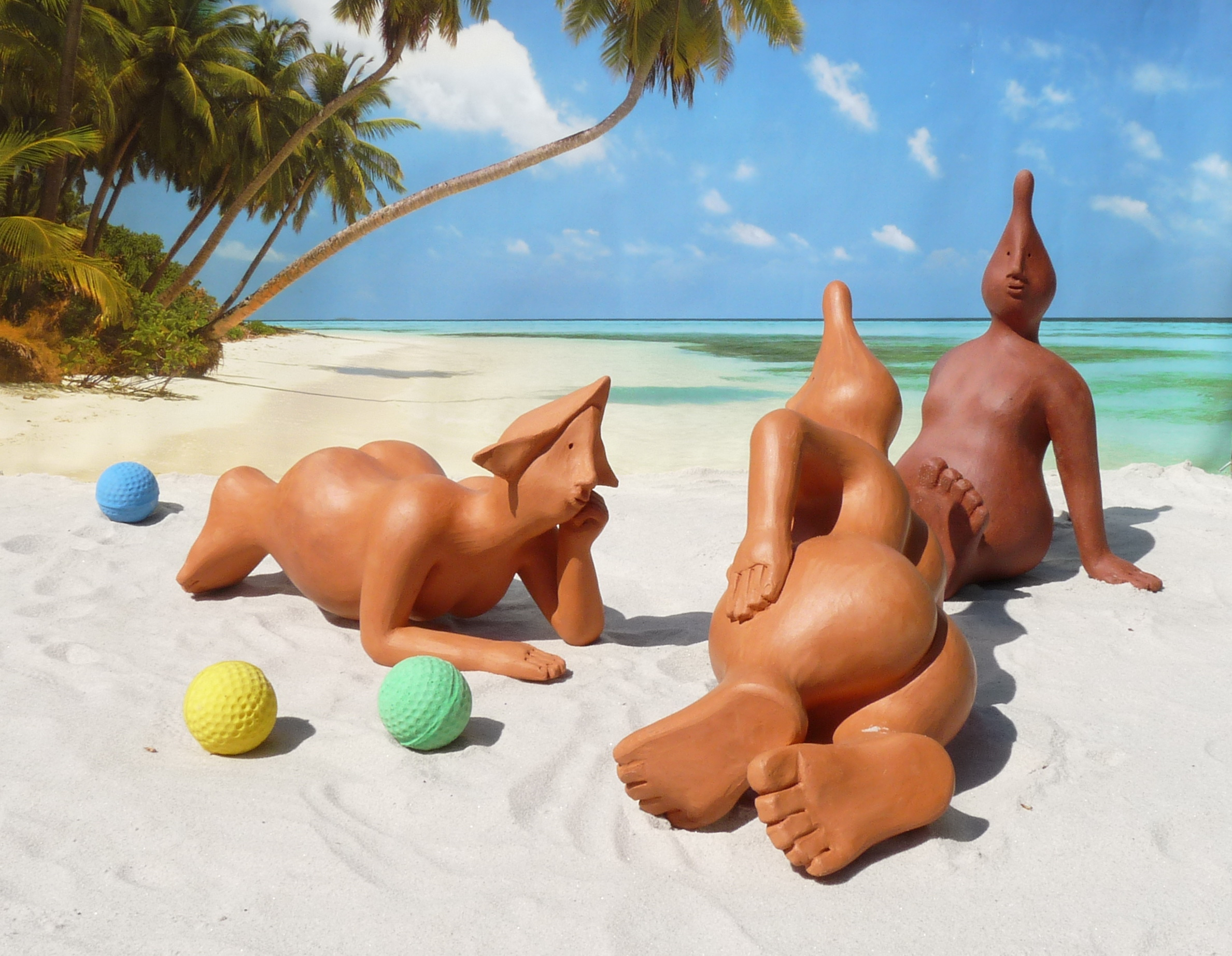
Trois maghiens en vacances.

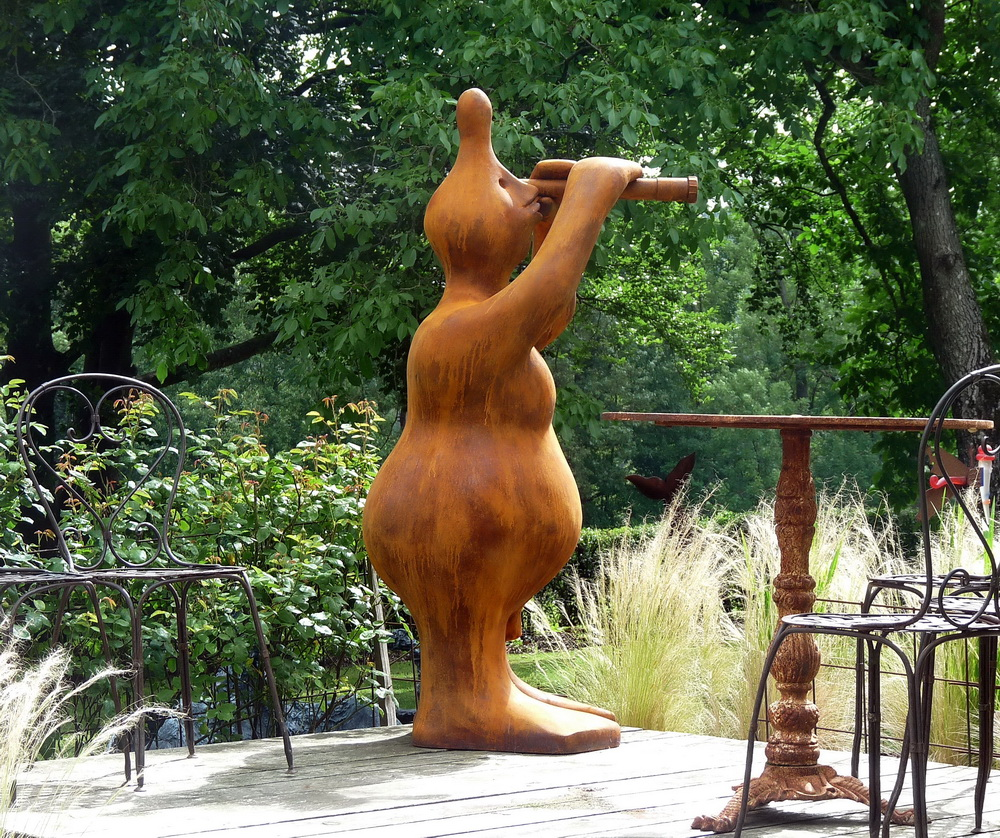
sculpture en plasticrete aspect rouille

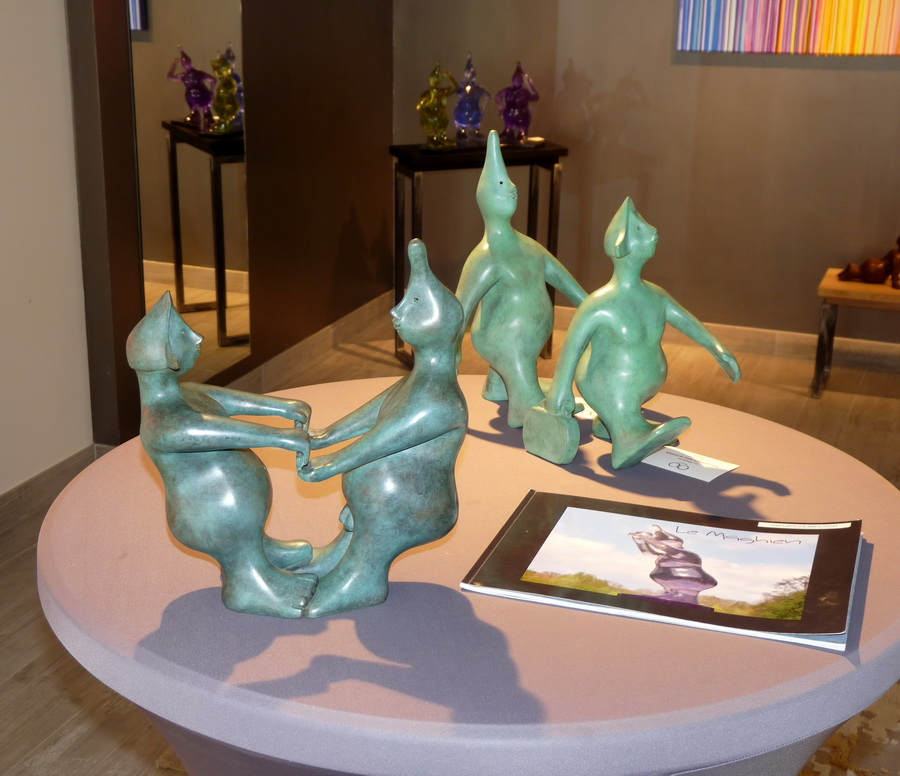
quelques bronzes

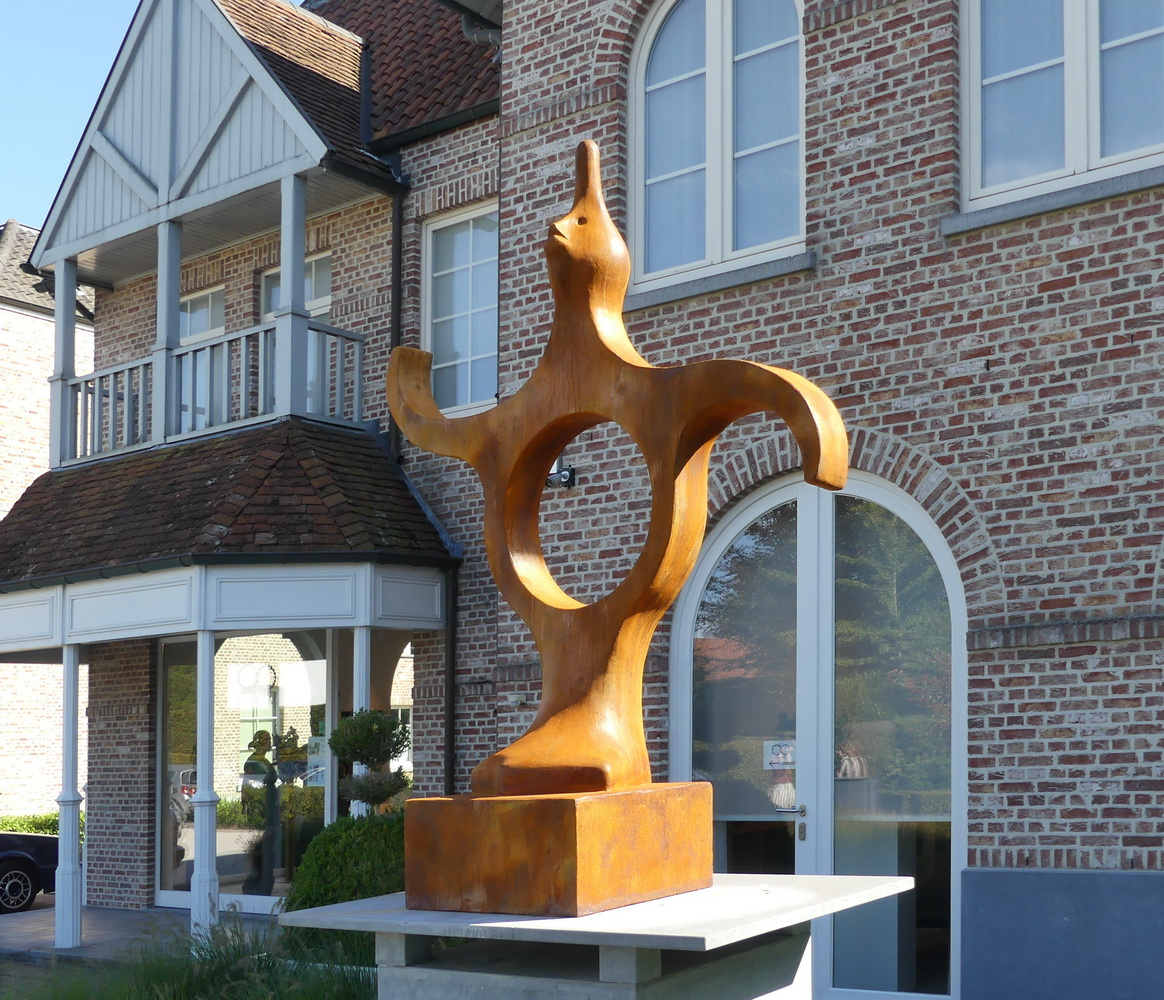
Flying wheel

Didier Maghe est un artiste plasticien né à Charleroi. Il vit et travaille en Belgique.

## Biographie
Didier Maghe est diplômé (artistique secondaire en cours du soir) en section dessin et peinture des académies des beaux-arts de Binche et de Charleroi. À la fin des années 1990, de sa source créatrice, naissent les « maghiens ». D’abord déclinés en peinture, ses personnages aux rondeurs exacerbées « traverseront » la toile pour se diriger vers la 3e dimension. Après les premières sculptures en terre cuite, suivront rapidement celles en matières plastiques et bronze.   
Nombreuses de ses œuvres se retrouvent dans des collections privées en Belgique, France, Pays-Bas.  

## Publications
- Transfert au Pays des maghiens. Rêve en noir. Les maghiens légendes revisitées, Chapelle-lez-Herlaimont, Les éditions Jacquart, 2010 (ISBN 978-2-96009-441-1).
- Transfert aux pays des maghiens, CD, éditions Mujat, 2008[1].
- Le maghien. Sculptures, Art Center Horus, 2021, 120 p..